# 大隅基礎科学創成財団
公益財団法人大隅基礎科学創成財団（英語名：Ohsumi Frontier Science Foundation）は、日本の基礎科学発展のために活動する財団である。 

## 概要
世界に先駆けて生物学及びその周辺の新分野を拓き得る先見性・独創性に優れた研究を助成するとともに、先端的研究者、市民、企業人の有機的つながりを構築し、日本社会の科学基盤の発展に寄与することを目的として2016年のノーベル生理学・医学賞を受賞した大隅良典が設立した財団法人。2019年からは、一般の人にも基礎科学研究に関心を持ってもらうことを目的に、年1〜2回のペースで市民講座を開催している。

## 沿革
- 2017年8月　一般財団法人 大隅基礎科学創成財団設立
- 2018年8月　公益財団法人に認定

## 事業

### 基礎研究の助成事業
生物学及び周辺分野における次のような基礎研究の助成
- 先見性・独創性に優れた基礎研究
- 国や公的機関による助成がなされにくい基礎研究
- 任期切れ・定年等により継続が困難となる基礎研究

### 研究者と社会との新たな連携を構築する事業
- 企業経営者･研究者、大学等研究者との勉強会・交流会の開催
- 市民及び学生を対象とした基礎科学の普及啓発活動
- 次世代を担う小中高生と研究者とのふれ合いの集いの開催